# Lanius cabanisi
El alcaudón colilargo (Lanius cabanisi) es una especie de ave paseriforme de la familia Laniidae propia de África Oriental. Se distribuye por Somalia, Kenia y Tanzania.